# Micranisa ashtamudiensis
Micranisa ashtamudiensis är en stekelart som beskrevs av Priyadarsanan 2000. Micranisa ashtamudiensis ingår i släktet Micranisa och familjen fikonsteklar. Inga underarter finns listade i Catalogue of Life.